# Вивільнення працівників
Ви́вільнення працівникі́в (розм. Зві́льнення) — припинення трудових правовідносин із працівниками за ініціативою власника або уповноваженого ним органу в разі змін в організації виробництва й праці, у т. ч.(?) при ліквідації, реорганізації або перепрофілюванні підприємства, установи, організації, скороченні чисельності або штату працівників. Про вивільнення працівники мають бути попереджені персонально не пізніше як за 2 місяці. При вивільненні працівників у випадках змін в організації виробництва і праці враховується переважне право залишитися на роботі, передбачене законодавством. Водночас з попередженням про вивільнення власник або уповноважений ним орган пропонує працівникові іншу роботу на тому самому підприємстві (в установі, організації). Якщо роботи за відповідною професією чи спеціальністю немає, а також коли працівник відмовився від переведення на іншу роботу на тому самому підприємстві (в установі, організації), він на власний розсуд звертається за допомогою до державної служби зайнятості або знаходить роботу самостійно. Одночасно власник або уповноважений ним орган повідомляє державну службу зайнятості про наступне вивільнення працівника із зазначенням його професії, спеціальності, кваліфікації та розміру зарплати.
В Україні:
За загальним правилом, коли говориться про припинення трудових правовідносин, законодавство вживає термін «припинення трудового договору», «розірвання трудового договору», «звільнення»). Указом Президії Верховної Ради Української РСР від 27 травня 1988 року Кодекс законів про працю був доповнений главою, в якій з'явився новий термін «вивільнення працівників». Із змісту глави III-А КЗпП можна зробити висновок про те, що вивільнення працівників — це категорія, яка може застосовуватися тільки щодо припинення трудового договору на підставі, зазначеній у п. 1 ст. 40 КЗпП. 